# Acantholimon nabievii
Acantholimon nabievii är en triftväxtart som beskrevs av Igor Alexandrovich Linczevski. Acantholimon nabievii ingår i släktet Acantholimon och familjen triftväxter. Inga underarter finns listade i Catalogue of Life.